# 宇賀神友弥
宇賀神 友弥（うがじん ともや、1988年3月23日 - ）は、埼玉県戸田市出身の元プロサッカー選手。現役時代のポジションはミッドフィールダー、ディフェンダー。元日本代表。

## 来歴

### プロ入り前
中学・高校年代ではジュニアユース・ユースと浦和レッズのアカデミーに所属し、同期には堤俊輔、西澤代志也、小池純輝らがいたが、トップ昇格は果たせず、流通経済大学に進学。流通経済大学でも当初はRKU-19、20、21、22（サテライトチーム）からのスタートでクラブ・ドラゴンズ（社会人チーム）流通経済大学FC（社会人チーム）を経てトップチーム（学生リーグ用）に昇格した。
2009年シーズン途中に流通経済大学に在籍しながら、特別指定選手として浦和にトップチーム登録された。

### 浦和レッズ
2009年10月21日、2010年シーズンより正式に浦和に加入する事が発表された。ユース→大学→トップチームという経歴の選手は、浦和では宇賀神が初となる。
2010年、キャンプや練習試合で左サイドバックとして質の高いプレーを披露し、2月20日に行われたプレシーズンマッチ・徳島ヴォルティス戦では柏木陽介、ロブソン・ポンテが欠場したことにより左サイドハーフとして先発出場した。この試合では序盤から積極的なプレーで攻撃陣を牽引し、後半には鋭い突破から精度の高いクロスを上げエスクデロ競飛王のゴールをアシストした。そして3月6日のJ1第1節・鹿島アントラーズ戦で左サイドバックとして先発出場。これがプロでの公式戦デビューとなった。その後はウィルフリード・サヌと左サイドバックのポジションを争う中でJ1第15節の京都サンガF.C.戦で途中出場し、J1初得点を記録。J1第18節・名古屋グランパス戦では一時同点となる鮮やかなミドルシュートを決めるなど、守備的なポジションでありながらも左サイドの攻撃の起点として活躍。終盤は故障での離脱を繰り返すこともあったが、最終的に公式戦32試合に出場し、3得点を記録した。
2011年は背番号を3番に変更し、開幕当初は左サイドバックのレギュラーとして定着していたが、不安定なプレーに終始しJ1第15節のサンフレッチェ広島戦から平川忠亮にポジションを奪われてしまった。その後も故障や体調不良に悩まされ、前年から大きく出場機会を減らすこととなった。
2012年は、ベンチスタートが多いものの途中出場ではコンスタントに出場。また、左ウィングバックの梅崎司が2シャドーに入る試合は左ウイングバックでスタメン出場している。
2015年からは橋本和の加入で右ウイングバックにコンバートを予想されたが、橋本とのポジション争いに競り勝ってスタメン出場しているが、右ウイングバックでも出場した。この年はJ1最多タイの9回の警告を受けた。
2016年は左ウイングバックでスタメン出場を続け、日本代表サポートメンバーに選出された。Jリーグ2ndステージ第9節で槙野智章が負傷し遠藤航が槙野の代わりにサッカー日本代表に選出されたため、Jリーグカップ準々決勝のヴィッセル神戸戦は自身初の左センターバックで出場した。また準決勝第2戦のFC東京戦も左センターバックで出場したほか、阿部勇樹が肋骨を骨折し出場を回避したためキャプテンマークを巻いた。
2018年12月9日、天皇杯決勝のベガルタ仙台戦では決勝ゴールを決めて優勝に貢献した。
2021年11月18日、浦和レッズとの契約が満了となり、今季限りで退団することをクラブが発表した。

### FC岐阜
2022年、FC岐阜へ完全移籍。FC岐阜社長の小松裕志は浦和レッズユースの同級生であり、また浦和でチームメイトだった柏木が在籍していた縁もあって移籍を決断した。

### 浦和レッズ復帰
2024年1月9日、古巣・浦和レッズへ完全移籍で加入することが発表された。3年ぶりの復帰となる。6月30日、J1第21節ジュビロ磐田戦で途中出場し、浦和での公式戦通算400試合出場を達成し勝利に貢献した。11月25日、今シーズン限りでの現役引退を表明した。
2024年12月8日のJ1第38節・アルビレックス新潟戦をもって現役引退。
2025年より、浦和レッズの強化部への入閣が決まった。

### 日本代表
2017年5月25日、日本代表に初選出された。2018年3月23日、酒井宏樹の代役として国際親善試合・マリ戦で右サイドバックとして先発出場し日本代表デビューを果たした。しかし、前半終了間際にPKを与えてしまい、前半の出場のみで交代した。

## 人物・エピソード
- 金久保順、船山貴之、石川大徳、林彰洋は大学の同期。また1年後輩に浦和でチームメイトになる武藤雄樹がいた[12]。
- トップチームに昇格出来なかった悔しさから、流通経済大学在学中は「ライバルクラブ、大宮アルディージャの選手として埼スタに乗り込んで、レッズを倒したい」と思っていたという[13]。また、浦和への練習参加の話もユース時代の同僚に「成長していないと思われるのが嫌だ」と当初は拒否の姿勢を示していた中での参加だったが、そこでフォルカー・フィンケ監督に見初められ、特別指定選手として加入する事になった[14]。
- 浦和との契約を決断したのは、2009年天皇杯でのガンバ大阪戦。本人曰く「通用しなかったらJ2から始めようと思っていた」が、得意とするプレーがある程度通用したため、J1の浦和との契約に踏み切った。また、流通経済大学の先輩にあたる宮崎智彦に「（オファーを受けたクラブの中で最も競争が厳しい）鹿島を選んだことに後悔していない」とアドバイスされたことも影響したと語っている[15]。
- プロ入り後は、ユース時代の同期である西澤をライバルとして強く意識していると語っていた。その西澤は2010年途中、ザスパ草津へ期限付き移籍し、2011年に栃木SCへ完全移籍したが、その年の2月27日に行われたプレシーズンマッチ、栃木SC対浦和レッズ戦で西澤は右サイドバックで、宇賀神は左サイドバックで先発出場し、対面サイドでのマッチアップが実現した。
- 2018年7月30日、地元の埼玉県戸田市にサッカースクール「エスフォルソ」ならびにフットサルコートをオープンした。
- 2019年10月、台風19号による記録的な大雨で荒川が氾濫した際に水没した、埼玉県のサッカー場「レッズランド」と「彩湖・道満グリーンパーク」の復興支援のため「きみのて」プロジェクトを、浦和レッズのユース時代を共に過ごした現役Jリーガーたちと立ち上げた。上記クラウドファンディングで1000万円以上の支援を集めた。

## 所属クラブ
- 戸田南FC（戸田市立戸田南小学校）
- 2000年 - 2002年 浦和レッズジュニアユース（戸田市立戸田中学校）
- 2003年 - 2005年 浦和レッズユース（埼玉県立いずみ高等学校）
- 2006年 - 2009年 流通経済大学
  - 2007年 クラブ・ドラゴンズ
  - 2009年  浦和レッズ（特別指定選手）
- 2010年 - 2021年  浦和レッズ
- 2022年 - 2023年  FC岐阜
- 2024年  浦和レッズ

## 個人成績
| 国内大会個人成績 | 国内大会個人成績 | 国内大会個人成績 | 国内大会個人成績 | 国内大会個人成績                                 | 国内大会個人成績 | 国内大会個人成績 | 国内大会個人成績            | 国内大会個人成績 | 国内大会個人成績 | 国内大会個人成績 | 国内大会個人成績 |
| 年度             | クラブ           | 背番号           | リーグ           | リーグ戦                                         | リーグ戦         | リーグ杯         | リーグ杯                    | オープン杯       | オープン杯       | 期間通算         | 期間通算         |
| 年度             | クラブ           | 背番号           | リーグ           | 出場                                             | 得点             | 出場             | 得点                        | 出場             | 得点             | 出場             | 得点             |
| 日本             | 日本             | 日本             | 日本             | リーグ戦                                         | リーグ戦         | リーグ杯         | リーグ杯                    | 天皇杯           | 天皇杯           | 期間通算         | 期間通算         |
| ---------------- | ---------------- | ---------------- | ---------------- | ------------------------------------------------ | ---------------- | ---------------- | --------------------------- | ---------------- | ---------------- | ---------------- | ---------------- |
| 2006             | 流経大           | -                | JFL              | 2                                                | 0                | -                | -                           | 0                | 0                | 2                | 0                |
| 2007             | ドラゴンズ       | 8                | 関東2部          |                                                  |                  | -                | -                           | -                | -                |                  |                  |
| 2007             | 流経大           | -                | JFL              | 1                                                | 0                | -                | -                           | 0                | 0                | 1                | 0                |
| 2008             | 流経大           | 29               | JFL              | 18                                               | 2                | -                | -                           | 2                | 1                | 20               | 3                |
| 2009             | 流経大           | 6                | JFL              | 10                                               | 3                | -                | -                           | 1                | 0                | 11               | 3                |
| 2010             | 浦和             | 35               | J1               | 26                                               | 2                | 4                | 0                           | 2                | 1                | 32               | 3                |
| 2011             | 浦和             | 3                | J1               | 14                                               | 0                | 4                | 0                           | 3                | 0                | 21               | 0                |
| 2012             | 浦和             | 3                | J1               | 24                                               | 2                | 4                | 2                           | 3                | 0                | 31               | 4                |
| 2013             | 浦和             | 3                | J1               | 31                                               | 1                | 5                | 0                           | 0                | 0                | 36               | 1                |
| 2014             | 浦和             | 3                | J1               | 31                                               | 3                | 4                | 0                           | 1                | 1                | 36               | 4                |
| 2015             | 浦和             | 3                | J1               | 31                                               | 1                | 2                | 0                           | 3                | 1                | 36               | 2                |
| 2016             | 浦和             | 3                | J1               | 26                                               | 3                | 4                | 0                           | 1                | 0                | 31               | 3                |
| 2017             | 浦和             | 3                | J1               | 22                                               | 0                | 0                | 0                           | 1                | 0                | 23               | 0                |
| 2018             | 浦和             | 3                | J1               | 29                                               | 2                | 3                | 0                           | 6                | 2                | 38               | 4                |
| 2019             | 浦和             | 3                | J1               | 21                                               | 1                | 1                | 0                           | 2                | 0                | 24               | 1                |
| 2020             | 浦和             | 3                | J1               | 19                                               | 0                | 1                | 0                           | -                | -                | 20               | 0                |
| 2021             | 浦和             | 3                | J1               | 19                                               | 1                | 8                | 0                           | 6                | 1                | 33               | 2                |
| 2022             | 岐阜             | 30               | J3               | 30                                               | 3                | -                | -                           | 0                | 0                | 30               | 3                |
| 2023             | 岐阜             | 3                | J3               | 34                                               | 1                | -                | -                           | 1                | 0                | 35               | 1                |
| 2024             | 浦和             | 35               | J1               | 2                                                | 0                | 0                | 0                           | -                | -                | 2                | 0                |
| 通算             | 日本             | 日本             | J1               | 295                                              | 16               | 40               | 2\|\|\|28\|\|6\|\|363\|\|24 |                  |                  |                  |                  |
| 通算             | 日本             | 日本             | J3               | 64                                               | 4                | -                | -                           | 1                | 0                | 65               | 4                |
| 通算             | 日本             | 日本             | JFL              | 31                                               | 5                | -                | -                           | 3                | 1                | 34               | 6                |
| 通算             | 日本             | 日本             | 関東2部          | \|\|\|\|colspan="2"\|-\|\|colspan="2"\|-\|\|\|\| |                  |                  |                             |                  |                  |                  |                  |
| 総通算           | 総通算           | 総通算           | 総通算           | 390                                              | 25               | 40               | 2                           | 32               | 7                | 462              | 34               |

- 2009年は特別指定選手としての出場はなし

その他の公式戦
- 2015年
  - Jリーグチャンピオンシップ 1試合0得点
- 2016年
  - Jリーグチャンピオンシップ 2試合0得点
- 2017年
  - FUJI XEROX SUPER CUP 1試合0得点
- 2019年
  - FUJI XEROX SUPER CUP 1試合0得点

| 国際大会個人成績 | 国際大会個人成績 | 国際大会個人成績 | 国際大会個人成績 | 国際大会個人成績 | FIFA      | FIFA      |
| 年度             | クラブ           | 背番号           | 出場             | 得点             | 出場      | 得点      |
| AFC              | AFC              | AFC              | ACL              | ACL              | クラブW杯 | クラブW杯 |
| ---------------- | ---------------- | ---------------- | ---------------- | ---------------- | --------- | --------- |
| 2013             | 浦和             | 3                | 5                | 0                | -         | -         |
| 2015             | 浦和             | 3                | 3                | 0                | -         | -         |
| 2016             | 浦和             | 3                | 5                | 1                | -         | -         |
| 2017             | 浦和             | 3                | 6                | 1                | 1         | 0         |
| 2019             | 浦和             | 3                | 8                | 0                | -         | -         |
| 通算             | AFC              | AFC              | 27               | 2                | 1         | 0         |

その他の国際公式戦
- 2017年
  - スルガ銀行チャンピオンシップ 1試合0得点
- 公式戦初ベンチ：2009年8月29日 J1第24節・ヴィッセル神戸戦（ホームズスタジアム神戸）[16]
- 公式戦初出場：2010年3月6日 J1第1節・鹿島アントラーズ戦（茨城県立カシマサッカースタジアム）
- 公式戦初得点：2010年7月28日 J1第15節・京都サンガF.C.戦（京都市西京極総合運動公園陸上競技場兼球技場）
- Jリーグ初ベンチ：公式戦初ベンチと同一
- Jリーグ初出場：公式戦初出場と同一
- Jリーグ初得点：公式戦初得点と同一

## タイトル

### クラブ
浦和レッズ
- J1リーグ 1stステージ：1回（2015年）
- J1リーグ 2ndステージ：1回（2016年）
- Jリーグカップ：1回（2016年）
- 天皇杯 JFA 全日本サッカー選手権大会：2回（2018年、2021年 ）
- AFCチャンピオンズリーグ：1回（2017年）
- スルガ銀行チャンピオンシップ：1回（2017年）

### 個人
- 浦和レッズ後援会 会長賞：1回（2018年）
- 浦和レッズ後援会 特別功労賞：1回（2024年）
- 戸田市スポーツ賞：1回（2018年）

## 代表歴

### 試合数
- 国際Aマッチ 1試合 0得点（2017年 - 2018年）

| 日本代表 | 国際Aマッチ | 国際Aマッチ |
| 年       | 出場        | 得点        |
| -------- | ----------- | ----------- |
| 2017     | 0           | 0           |
| 2018     | 1           | 0           |
| 通算     | 1           | 0           |

### 出場
| No. | 開催日        | 開催都市   | スタジアム                     | 対戦国 | 結果 | 監督           | 大会         |
| --- | ------------- | ---------- | ------------------------------ | ------ | ---- | -------------- | ------------ |
| 1.  | 2018年3月23日 | リエージュ | スタッド・モーリス・デュフラン | マリ   | △1-1 | ハリルホジッチ | 国際親善試合 |